# 蒂霍沃

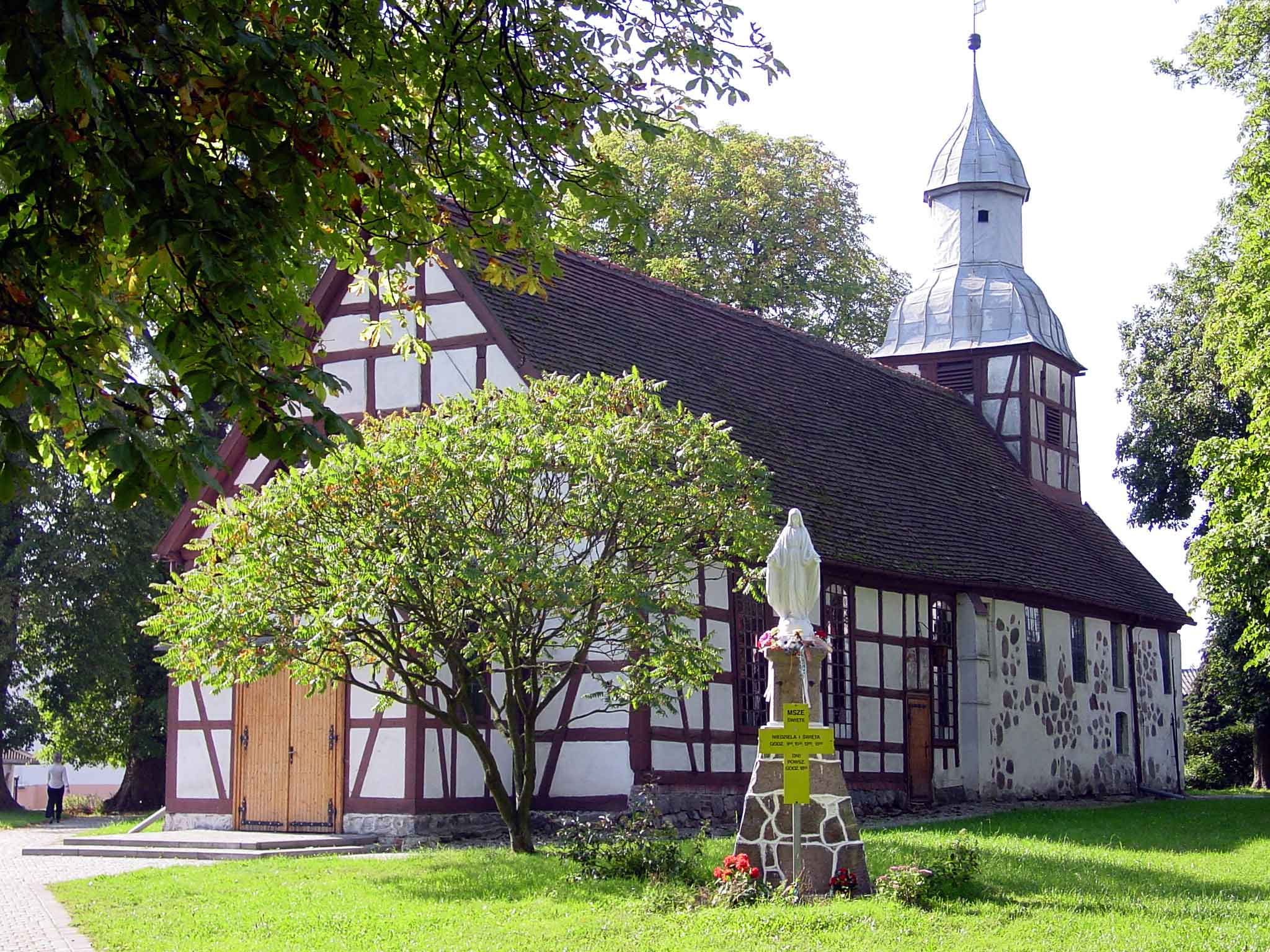

蒂霍沃是波蘭的城鎮，位於該國西北部，距離首府什切青125公里，由西波美拉尼亞省負責管轄，面積4.10平方公里，海拔高度70米，2011年人口2,460。
53°55′49″N 16°15′39″E / 53.93028°N 16.26083°E